# Physoptera stigmatica
Physoptera stigmatica är en tvåvingeart som beskrevs av Borgmeier 1959. Physoptera stigmatica ingår i släktet Physoptera och familjen puckelflugor. Inga underarter finns listade i Catalogue of Life.